# Paul Tonko
Paul David Tonko (Amsterdam, 18 giugno 1949) è un politico statunitense, membro della Camera dei rappresentanti per lo stato di New York.

## Biografia
Nato e cresciuto nello stato di New York, Tonko si laureò in ingegneria e poco dopo intraprese la carriera politica con il Partito Democratico. Nel 1983 approdò all'interno della legislatura statale di New York, dove rimase per ventiquattro anni. Nel 2007 divenne presidente e amministratore delegato del NYSERDA, l'autorità locale per l'energia e lasciò l'incarico circa un anno dopo per candidarsi alla Camera dei rappresentanti. La campagna elettorale fu fruttuosa e Tonko venne eletto deputato, per poi essere riconfermato anche negli anni successivi. Ideologicamente, Paul Tonko è giudicato un democratico molto liberale.